# Württemberg-Baden
Das Land Württemberg-Baden wurde 1945 von der US-amerikanischen Militärregierung gegründet und war ab 1949 ein Land der Bundesrepublik Deutschland. Das Land umfasste den nördlichen Teil der ehemaligen Republik Baden und den nördlichen Teil des ehemaligen Volksstaates Württemberg. Es ging 1952 im neugeschaffenen Land Baden-Württemberg auf.

## Geschichte
Nach dem Ende des Zweiten Weltkriegs wurden die nördlichen Teile der ehemaligen Länder der Weimarer Republik Baden und Württemberg Teil der US-amerikanischen Besatzungszone. Die Südgrenze der amerikanischen Besatzungszone auf diesem Gebiet wurde so gewählt, dass die Autobahn Karlsruhe-München, die heutige A 8, auf der ganzen Strecke innerhalb der amerikanischen Besatzungszone lag. Grenzen im Detail waren die Grenzen der jeweiligen Landkreise. Die US-amerikanische Militärregierung gab am 19. September 1945 die Gründung Groß-Hessens, Württemberg-Badens sowie Bayerns bekannt und berief für Württemberg-Baden am 21. Dezember 1945 eine Vorläufige Volksvertretung mit Mitgliedern aus den Parteien, den Landräten und Oberbürgermeistern sowie Vertretern der Berufsstände, Hochschulen und Kirchen ein.
Hauptstadt des Landes war Stuttgart. Das Land hatte seinerzeit über 3,5 Millionen Einwohner und eine Größe von 15.700 km². Die Verfassunggebende Landesversammlung wurde am 30. Juni 1946 gewählt. Die Verfassung wurde von diesem Parlament bis Oktober 1946 ausgearbeitet; sie wurde am 24. November 1946 durch eine Volksabstimmung bestätigt, gleichzeitig wurde der erste Landtag gewählt.
Die württembergischen und badischen Landesteile wurden innerhalb des Landes als so genannte „Landesbezirke“ geführt. Der Landesbezirk Baden hatte seinen Sitz in Karlsruhe und war nur annähernd halb so groß wie der württembergische Landesbezirk.

Ergebnisse der Volksabstimmung zur Bildung Baden-Württembergs nach Kreisen in grafischer Darstellung (Prozent Ja-Stimmen)

Bei ihrer Gründung am 23. Mai 1949 wurde Württemberg-Baden Teil der Bundesrepublik Deutschland. Das Grundgesetz enthielt im Artikel 118 (Art. 118 GG) eine Sonderregelung, welche explizit die Neugliederung des Gebietes der Länder Baden, Württemberg-Baden und Württemberg-Hohenzollern vorschrieb. Zwar war die Neugliederung des Bundesgebietes in Art. 29 GG allgemein geregelt, „um zu gewährleisten, dass die Länder nach Größe und Leistungsfähigkeit die ihnen obliegenden Aufgaben wirksam erfüllen können“ (Art. 29 Abs. 1 GG), aber darüber hinaus war es hier möglich, eine Neugliederung durch Vereinbarung zwischen diesen drei Ländern durchzuführen. Für den Fall, dass diese nicht zustande kommt, sollte die Neugliederung per Bundesgesetz erfolgen, welches eine Volksbefragung vorsehen muss. Um eine Regelung durch den Bund zu vermeiden, führten die Länder Württemberg-Baden, Baden und Württemberg-Hohenzollern am 24. September 1950 eine Probeabstimmung und am 16. Dezember 1951 eine Volksabstimmung zur Vereinigung durch. In beiden Abstimmungen votierten die Wähler in Württemberg-Baden mit klarer Mehrheit für eine Länderfusion. Lediglich die Stadt und der Landkreis Karlsruhe sowie der Landkreis Bruchsal stimmten mehrheitlich gegen die Fusion. Das Land Baden-Württemberg wurde daraufhin am 25. April 1952 gegründet (siehe auch Die Entstehung Baden-Württembergs).
Innerhalb des vereinigten Landes wurden dann auf dem bisherigen Gebiet von Württemberg-Baden die beiden Regierungsbezirke Nordbaden und Nordwürttemberg gebildet, welche 1973 in die Regierungsbezirke Karlsruhe und Stuttgart, wenn auch mit anderem Gebietszuschnitt, überführt wurden.

## Politik

### Ministerpräsident
Von 1945 bis 1952 war Reinhold Maier (DVP) Ministerpräsident von Württemberg-Baden.

### Landtag
Der Landtag in Württemberg-Baden wurde zweimal gewählt, wobei die CDU 1946, die SPD 1950 eine relative Mehrheit erhielt. Zuvor war im Juni 1946 die Verfassunggebende Landesversammlung gewählt worden, wobei die CDU als stärkste Kraft hervorging.

### Wappen und Landesfarben
Das Wappen von Württemberg-Baden setzte sich aus Elementen der Wappen von Württemberg und Baden zusammen. Für Württemberg standen die Hirschstangen auf goldenem Grund und das schwarz-rote Streifenpaar, für Baden der rote Schrägbalken auf goldenem Grund. Die Landesfarben waren Schwarz-Rot-Gold.

## Verwaltungsgliederung

### Landesbezirk Baden

#### Stadtkreise
- Heidelberg
- Karlsruhe
- Mannheim
- Pforzheim

#### Landkreise
| - Bruchsal - Buchen - Heidelberg - Karlsruhe - Mannheim | - Mosbach - Pforzheim - Sinsheim - Tauberbischofsheim |

### Landesbezirk Württemberg

#### Stadtkreise
- Heilbronn
- Stuttgart
- Ulm

#### Landkreise
| - Aalen - Backnang - Böblingen - Crailsheim - Eßlingen - Göppingen - Heidenheim - Heilbronn - Künzelsau - Leonberg | - Ludwigsburg - Mergentheim - Nürtingen - Öhringen - Schwäbisch Gmünd - Schwäbisch Hall - Ulm - Vaihingen - Waiblingen |